# Gian Friesecke
Gian Friesecke (né le 26 novembre 1994) est un coureur cycliste suisse.

## Palmarès
- 2012
  -  Champion de Suisse de la montagne juniors
- 2015
  - Tour de Suisse-Cup
  - Grand Prix de Lucerne
  - 3e étape du Tour du Beaujolais
  - 2e du Critérium du Printemps
  - 2e du championnat de Suisse sur route élites nationaux
  - 3e du Grand Prix des Carreleurs
  - 3e du Tour du Beaujolais
- 2016
  - 3e du Grand Prix des Carreleurs
- 2017
  - 3e du Tour du Burgenland
- 2018
  - Grand Prix Vorarlberg
  - 3e du Tour de Vendée
- 2019
  - Contre-la-montre de Thoune
  - Grand Prix Cham-Hagendorn
  - 2e du Grand Prix Gazipaşa

## Classements mondiaux
| Année           | 2015   | 2016 | 2017 | 2018 | 2019 |
| --------------- | ------ | ---- | ---- | ---- | ---- |
| UCI Europe Tour | 1 217e |      | 573e | 513e | 799e |